# Adolf Anderssen
Pour les articles homonymes, voir Andersen.
Adolf Anderssen est un joueur d'échecs allemand  né le 6 juillet 1818 à Breslau (province de Silésie) et mort le 13 mars 1879  dans la même ville, alors dans l'Empire allemand. Considéré comme le meilleur joueur du monde après un important tournoi tenu à Londres en 1851, il est considéré comme l'un des meilleurs représentants de l'école romantique.

## Biographie et carrière

### Débuts aux échecs
Issu d'une famille ouvrière et pauvre, Karl Ernst Adolf Anderssen apprit le jeu d'échecs de son père à l'âge de 9 ans. Passionné, il dévore toute la littérature échiquéenne qu'il peut trouver, mais se consacre avant tout à ses études de mathématiques. En 1836, il est reçu au baccalauréat avec mention. Pendant cette période, il pratique peu, s'intéressant surtout à la composition : il publie à l'âge de 24 ans une étude de finales, Aufgaben für Schachspieler, qui lui donne un important succès. En novembre 2017, Aufgaben für Schachspieler est réédité sous le titre Gourmandises pour joueur d'échecs. Devenu professeur au lycée à Breslau et son avenir étant assuré, il commence alors sa carrière de joueur amateur à 30 ans.
Après un premier match disputé en 1848, Anderssen affronte Daniel Harrwitz, l'un des meilleurs joueurs d'Europe en obtenant un score nul de 5 à 5. Pour un pur amateur, ce résultat est remarquable. La même année, le Illustrierte Zeitung, journal d'échecs allemand, publie son portrait, ce qui était considéré comme un grand honneur à l'époque.

### Vainqueur du tournoi de Londres 1851

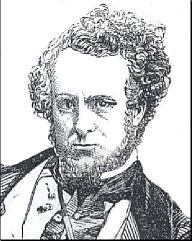
Howard Staunton vers 1855

Ne pouvant jouer sérieusement que pendant ses congés scolaires, Anderssen s'inscrivit en 1851 au premier tournoi européen d'échecs qui avait lieu en même temps que l'exposition universelle de Londres. Il prend le dessus sur tous les meilleurs joueurs d'Europe, ainsi que sur le champion du monde officieux : Howard Staunton. Le tournoi de Londres était un tournoi à élimination directe. Anderssen battit successivement Lionel Kieseritzky, Szén, Staunton et enfin Wyvill en finale.

### Match contre Paul Morphy (1858)

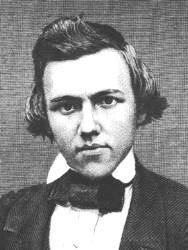
l'Américain Paul Morphy en 1858

Devenu une célébrité, Adolf Anderssen relâcha ses efforts et manqua son tournoi suivant à Manchester (1857).
Peu après, en 1858, il se fit battre par le « météore prodigieux », l'Américain Paul Morphy, sur le score sans appel de 2 victoires à 7 avec 2 parties nulles.

### Vainqueur du tournoi de Londres 1862

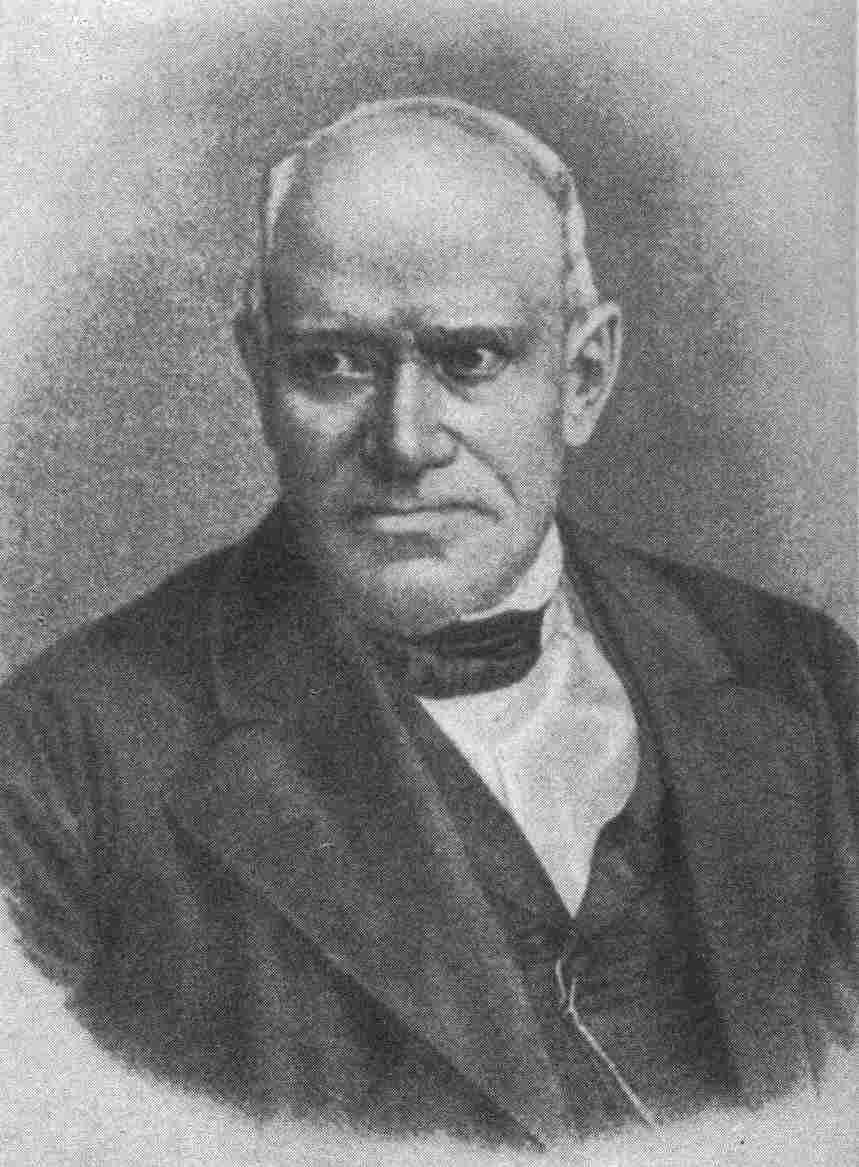
Adolf Anderssen vers 1860

Reprenant l'entraînement, Anderssen affronte en 1860 la nouvelle étoile montante des échecs autrichiens, le baron Ignác Kolisch : il obtient 6 victoires et subit 6 défaites. L'année d'après, en 1861, Kolisch déménage à Londres dans le but de battre Morphy, mais ce dernier délaisse la vie échiquéenne. Kolisch décide donc d'affronter Anderssen pour asseoir sa réputation. Au terme du match, Anderssen gagne par le score de 4 à 3.
L'année suivante, en 1862, il remporte la 2e édition du tournoi de Londres. C'est la première fois qu'une pendule est introduite pour contrôler le temps de réflexion des joueurs. Dépassant Louis Paulsen, Anderssen remporte le tournoi avec 12 points sur 13 possibles.

### Matchs contre Neumann et Steinitz (1864-1866)
Après le tournoi de Londres 1862, de 1863 à 1867, Anderssen ne participa à aucun tournoi. Il ne joua que des matchs ou des parties amicales, notamment contre Rosanes en 1862-1863, contre Berthold Suhle en 1864 et contre Carl Mayet en 1865. En 1864, il fut coéditeur du Neue Berliner Schachzeitung avec Gustav Neumann contre lequel il perdit des matchs amicaux en 1864 et 1865 à Berlin (sur les scores de 6 à 8 et de 12,5 à 15,5). Les revers continuèrent en 1866, quand il perdit son match contre l'Autrichien Wilhelm Steinitz sur le score serré de 6 à 8 et aucune partie nulle ainsi qu'un match contre Neumann à Berlin (+9 –13 =2).  En 1867, Anderssen fut absent des tournois de Dundee et de Paris, n'ayant pu obtenir de congé.

### Vainqueur du tournoi de Baden-Baden 1870
En 1868, Anderssen remporta le tournoi d'Aix-la-Chapelle, en 1869, celui de Barmen. En 1870, il participa à un tournoi international richement doté en prix qui se disputait à Baden-Baden. Plusieurs innovations y furent testées pour la première fois : sous peine de perdre la partie, le temps de réflexion de chaque joueur était limité à une heure pour vingt coups; les joueurs devaient remettre une copie lisible de leur partie sous peine de perdre un demi-point. Anderssen gagna le tournoi à deux tours sur le score de 11 points sur 16, battant Steinitz deux fois qui avait accumulé 10,5 points.

### Fin de carrière (1871-1879)
En 1871, Anderssen perd un premier match contre Johannes Hermann Zukertort, mais prend sa revanche l'année d'après en gagnant les trois parties. Par la suite, il participe à différents tournois majeurs mais termina seulement troisième du tournoi de Vienne 1873, deuxième dans le tournoi de Leipzig 1877 organisé pour le cinquantième anniversaire de ses débuts aux échecs (à neuf ans) ; et sixième du tournoi international de Paris en 1878. Bien qu'ayant remporté quelques tournois mineurs (Leipzig 1871, Altona 1872 et Leipzig 1876), on dut se rendre à l'évidence : le temps des échecs romantiques était révolu ; l'époque du jeu scientifique et positionnel débutait.
Adolf Anderssen s'éteint en 1879, laissant l'empreinte d'un homme passionné, jamais accablé par une défaite et toujours prêt à lutter contre les meilleurs. Il fut un des rares maîtres à ne se faire aucun ennemi et mena la vie tranquille d'un enseignant modeste.

## Palmarès

### 1845 - 1862
| Année | Vainqueur ou ex æquo | Deuxième ou troisième |
| ----- | --- | --- |
| 1845  | | (Breslau) Match contre Bledow : 0,5-4,5                                                                                                  |
| 1846  | (Breslau) Match contre Von der Lasa, : +2 –2 ou 2–4 | (Breslau) Match contre Von der Lasa, : +2 –2 ou 2–4                                                                                      |
| 1848  | (Breslau) Match contre Daniel Harrwitz : +5 –5 | |
|       | | |
| 1851  | (Berlin) Matchs contre Mayet : 4–0 ; contre Falkbeer : +2 –1 et contre Dufresne : 13–5 (+12 –2 =2)(Londres) Matchs contre Löwenthal, : +5 –2 et +5 –4Tournoi international de Londres : 15 / 21 (+14 –5 =2)(Londres) « Partie immortelle » contre Kieseritzky : 1–0Tournoi du club de Londres : 7,5 / 8(Londres) Match amical contre Jenay (en) : 4,5–3,5(Leipzig) Match contre Pitschel : 2–2 (+1 –1 =2) | (Londres) Match amical contre Kieseritzky : 3,5–7,5 (+3 –7 =1) (Breslau) Match contre Von der Lasa : 5–10                                |
| 1852  | (Berlin) Partie « La Toujours Jeune » contre Dufresne : 1–0 | 1851-1859 (Breslau) Parties amicales contre Louis Eichborn (de) : 0,5–8,5 ; 0–9 ; 0–4 ; 0–2 ; 0–4, ou +2 –29 =1                          |
| 1853  | | 1851-1859 (Breslau) Parties amicales contre Louis Eichborn (de) : 0,5–8,5 ; 0–9 ; 0–4 ; 0–2 ; 0–4, ou +2 –29 =1                          |
| 1854  | | 1851-1859 (Breslau) Parties amicales contre Louis Eichborn (de) : 0,5–8,5 ; 0–9 ; 0–4 ; 0–2 ; 0–4, ou +2 –29 =1                          |
| 1855  | (Berlin) Matchs contre Mayet : +14 –6 =1 et Dufresne : 4–0(Leipzig) Match contre Pollmacher : +3 –1 | 1851-1859 (Breslau) Parties amicales contre Louis Eichborn (de) : 0,5–8,5 ; 0–9 ; 0–4 ; 0–2 ; 0–4, ou +2 –29 =1                          |
| 1856  | (Breslau) Match contre Hillel : +2 –1 | 1851-1859 (Breslau) Parties amicales contre Louis Eichborn (de) : 0,5–8,5 ; 0–9 ; 0–4 ; 0–2 ; 0–4, ou +2 –29 =1                          |
| 1857  | | Tournoi de Manchester (1er congrès britannique) (3e-4e, éliminé en demi-finale) : 1 / 2 (+1 –1)(Manchester) Match contre Kipping : +4 –5 |
| 1858  | (Paris) Match contre Harrwitz : 4,5–2,5 (+3 –1 =3) | (Paris) Match contre Morphy : 3–8 (+2 –7 =2)Match amical contre Morphy : +1 –5                                                           |
| 1859  | (Berlin) Matchs contre Mayet : +14 –2 et Dufresne : 4–0(Breslau) Match amical contre Suhle : 31–17 (+27 –13 =8)(Cologne) Match contre Carstanjen : 7,5–3,5 (+7 –3 =1) | (Breslau) Matchs amicaux contre Lange : 1,5–3,5 (+1 –2 =1) et 3,5–4,5 (+3 –4 =1)                                                         |
| 1860  | (Paris) Match contre Kolisch : 5,5–5,5 (+5 –5 =1)(Paris) Match amical contre Laroche : +3 –2(Paris) Match contre Paul Journoud (de) : 3,5–1,5 (+3 –1 =1)(Berlin) Match contre Hirschfeld : 16,5–12,5 (+14 –10 =5) | (Paris) Match amical contre De Riviere : 2,5–3,5 (+2 –3 =1)                                                                              |
| 1861  | (Londres) Match contre Kolisch : 5–4 (+4 –3 =2)(Londres) Match amical contre Löwenthal : +2 –1(Rotterdam) : Matchs contre Dufresne : +4 –1 ; Raland : 3–0 contre Dupre : 2,5–0,5 et contre Messemaker : +2 –1 | |
| 1862  | Tournoi international de Londres : 12 / 13 (+12 –1 =1)(Londres) Match amical contre Steinitz : +2 –1(Londres) Match contre Paulsen : 4–4 (+3 –3 =2)(Breslau) : match contre Rosanes : 2,5–2,5 (+2 –2 =1) | Tournoi à handicap de Londres (3e) (victoire de Mackenzie devant Deacon)                                                                 |

### 1864 - 1878
| Année | Vainqueur ou ex æquo | Deuxième à sixième |
| ----- | --- | --- |
| 1864  | (Breslau) Match contre Zukertort : 5,5–3,5 (+5 –3 =1)(Berlin) Matchs amicaux contre Suhle : 4–4 (+3 –3 =2) et contre Schallopp : +6 –1                                                                    | (Berlin) Match contre Neumann : 6–8 (+4 –6 =4) |
| 1865  | (Berlin) Matchs contre Mayet : +5 –2 =1 ; contre De Riviere : +2 –2 =1 et contre Knorre : +3 –1 | (Berlin) Match contre Neumann : 12,5–15,5 (+11 –14 =3)(Breslau) Matchs contre Zukertort : 8–15 (+6 –13 =4) et 4–10 (+3 –9 =2)                                                                                               |
| 1866  | (Berlin) Match contre Minckwitz : 8,5–3,5 (+8 –3 =1) | (Berlin) Match contre Neumann : 10–14 (+9 –13 =2)(Londres) Match contre Steinitz : +6 –8(Breslau) Match contre Zukertort : 1,5–2,5 (+1 –2 =1)                                                                               |
| 1867  | (Breslau) Match contre Samuel Mieses : 4,5–0,5 | |
| 1868  | (Berlin) Match contre Zukertort : 8,5–3,5 (+8 –3 =1) | Tournoi d'Aix-la-Chapelle (1er-2e) : +2 –1 =1 (7e congrès allemand de l'ouest, ex æquo avec Lange) (deuxième après le départage perdu contre Lange : 0–1)                                                                   |
| 1869  | Tournoi de Hambourg (1er-2e) : 4 / 5 (+4 –1 =1) (2e congrès allemand du nord, ex æquo avec Paulsen) Match de départage contre Paulsen : 1,5–0,5Tournoi de Barmen : 5 / 5 (8e congrès allemand de l'ouest) | |
| 1870  | Tournoi de Baden-Baden : 13 / 18 (+12 –4 =2) | (Baden-Baden) Match contre Paulsen : 0,5–2,5 |
| 1871  | Tournoi de Leipzig (1er-2e) : 4,5 / 5 (1er congrès allemand du centre, ex æquo avec Mieses (en)) Vainqueur après le départage contre Mieses : 1–0                                                         | Tournoi de Krefeld (1er-3e) : 4 / 5 (+4 –1) (9e congrès allemand de l'ouest) (ex æquo avec Paulsen et Minckwitz) Tournoi de départage (2e après Paulsen) : +1 –1(Berlin) Match contre Zukertort : +2 –5                     |
| 1872  | Tournoi d'Altona : 3,5 / 4 (3e congrès allemand du nord) | |
| 1873  | | Tournoi de Vienne (3e) : 8,5 / 11 (+17 –9 =4) (victoire de Steinitz et Blackburne) |
|       | | |
| 1876  | Tournoi de Leipzig (1er-3e) : 3,5 / 5 (+3 –1 =1) (2e congrès allemand du centre) Tournoi de départage contre Goering et Pitschel : 2 / 2                                                                  | (Leipzig) Match contre Paulsen : 4,5–5,5 (+4 –5 =1) |
| 1877  | (Leipzig) Match de départage contre Zukertort : 1–0 | Tournoi de Leipzig (2e-3e) : 8,5 / 11 (+7 –1 =3) (3e congrès allemand du centre ; congrès national officieux) (victoire de Paulsen, 3e : Zukertort après départage)(Leipzig) Match contre Paulsen : 3,5–5,5 (+3 –5 =1)      |
| 1878  | | Tournoi de Paris (6e) : 12,5 / 22 (+11 –8 =3) (victoire de Zukertort et Winawer devant Blackburne)Tournoi de Francfort (3e) : 6 / 9 (+5 –2 =2) (12e congrès allemand de l'ouest) (victoire de Paulsen devant Adolf Schwarz) |

## Style de jeu
Adolf Anderssen, a l’instar, des joueurs de l’ère romantique avait un jeu offensif, combinatoire. Il n’hésitait pas à sacrifier du matériel.

## Parties célèbres
Anderssen a produit deux parties qui représentent plutôt bien le romantisme de cette époque : « l'Immortelle » contre Lionel Kieseritzky en 1851 et « la Toujours Jeune » disputée contre Jean Dufresne en 1852.
Adolf Anderssen était sociétaire de la Société des échecs de Berlin, un des plus anciens clubs d'échecs allemands.